# Port lotniczy Pietermaritzburg
Port lotniczy Pietermaritzburg (IATA: PZB, ICAO: FAPM) – port lotniczy położony w Pietermaritzburg, w prowincji KwaZulu-Natal, w Republice Południowej Afryki.

## Linie lotnicze i połączenia
| Linia Lotnicza | Kierunek        |
| -------------- | --------------- |
| Airlink        | 1. Johannesburg |